# Párizs turizmusa

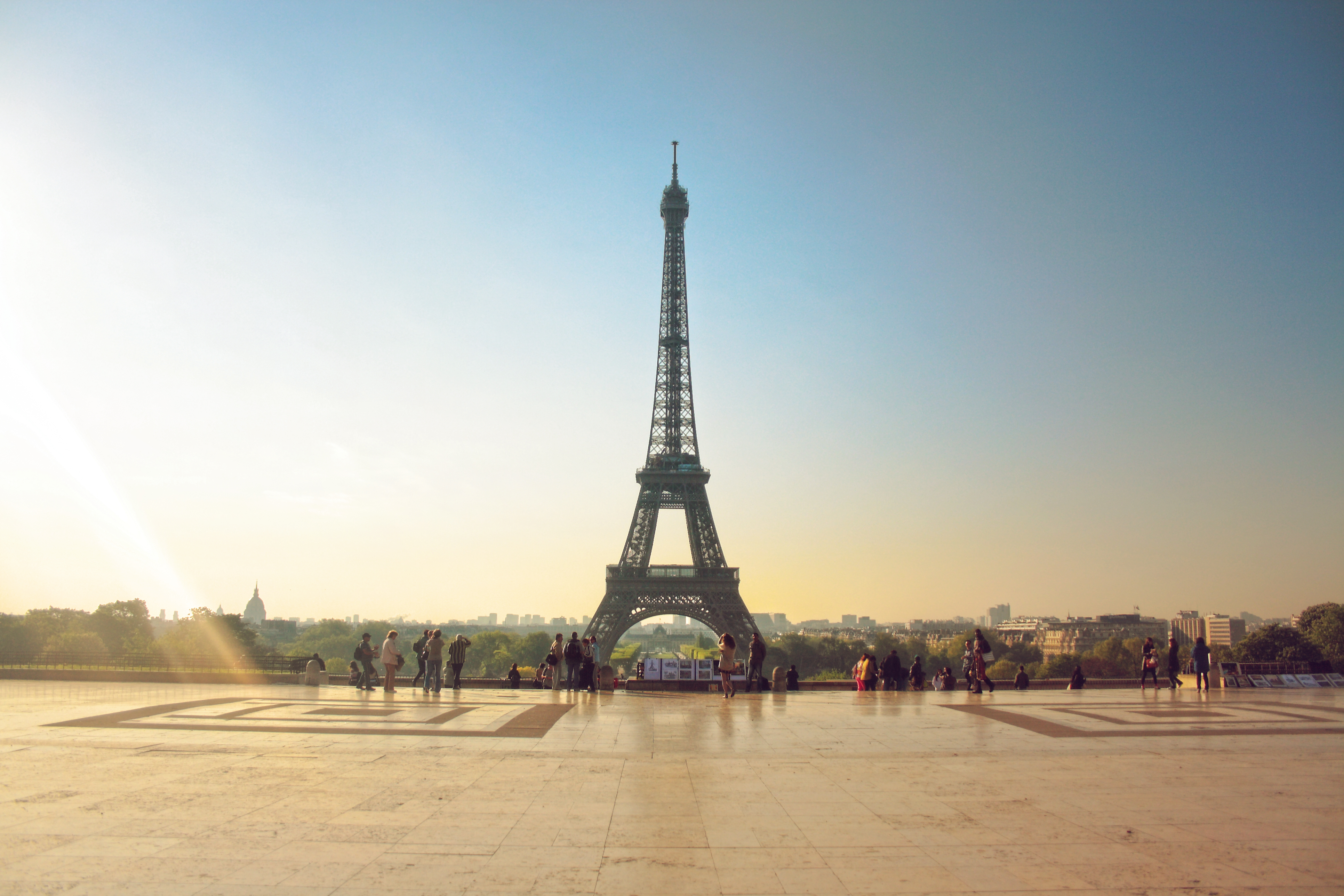
Párizs legismertebb látványossága az Eiffel-torony

Párizsban a turizmus jelentős bevételi forrás. Párizs 2020-ban 12,6 millió látogatót fogadott a szállodai vendégéjszakák száma alapján, ami 73 százalékos csökkenést jelent 2019-hez képest, a COVID-19 vírus miatt. A külföldi látogatók száma 80,7 százalékkal csökkent. 2021-ben a múzeumok újra megnyíltak, az egyidejűleg látogatók számának korlátozásával és a látogatók maszkviselési kötelezettségével.
2018-ban 17,95 millió nemzetközi, itt éjszakázó turista kereste fel a várost, főként városnézés és vásárlás céljából (becslések szerint jóval több mint kétszerese, ha a belföldi, itt  éjszakázó látogatókat is beleszámítjuk). A legnépszerűbb látnivalók közé tartozik a Notre Dame (12 millió látogató 2017-ben), a Disneyland Paris (11), a Sacré Cœur-bazilika (10), a Versailles-i kastély (7,7), a Louvre (6,9), az Eiffel-torony (5,9), a Pompidou központ (3,33) és a Musée d'Orsay (3 millió). 2017-ben a legtöbb külföldi turista brit, amerikai, német, olasz, kínai és kanadai turista volt.
2012-ben Párizsban 263 212 fizetett munkavállaló, vagyis az összes munkavállaló 18,4 százaléka dolgozott a turizmussal kapcsolatos ágazatokban; szállodák, vendéglátás, közlekedés és szabadidő. 2014-ben a Párizsba látogatók 17 milliárd dollárt (13,58 milliárd eurót) költöttek, ami London és New York után a harmadik legmagasabb összeg globálisan.

## Leglátogatottabb látványosságok
A top 20 párizsi múzeum és látványosság (A 2007/2006-os adatok a párizsi turisztikai iroda adatai alapján)
| Helyezés | Változás 2007/2006 között | Múzeum és látványosság                     | 2007       | 2006       | Változás 2007/2006 között |
| -------- | ------------------------- | ------------------------------------------ | ---------- | ---------- | ------------------------- |
| 1        | =                         | Notre Dame de Paris                        | 13 650 000 | 13 650 000 | —                         |
| 2        | =                         | Sacré Cœur-bazilika                        | 10 500 000 | 10 500 000 | —                         |
| 3        | =                         | Louvre                                     | 8 260 000  | 8 348 000  | -1,1%                     |
| 4        | =                         | Eiffel-torony                              | 6 797 410  | 6 695 135  | 1,5%                      |
| 5        | =                         | Pompidou központ                           | 5 509 425  | 5 133 506  | 7,3%                      |
| 6        | +1                        | Musée d’Orsay                              | 3 166 509  | 3 009 203  | 5,2%                      |
| 7        | -1                        | Cité des Sciences et de l'Industrie        | 3 030 628  | 3 055 000  | -0,8%                     |
| 8        | =                         | Chapel of Our Lady of the Miraculous Medal | 2 000      | 2 000      | —                         |
| 9        | +1                        | Arc de Triomphe                            | 1 543 295  | 1 330 738  | 16,0%                     |
| 10       | +2                        | Musée du Quai Branly                       | 1 379 623  | 952 770    | 44,8%                     |
| 11       | -2                        | Muséum d'Histoire Naturelle                | 1 372 804  | 1 344      | 2,1%                      |
| 12       | -1                        | Musée de l'Armée                           | 1 188 728  | 1 130 841  | 5,1%                      |
| 13       | =                         | Sainte-Chapelle                            | 866 982    | 833 392    | 4,0%                      |
| 14       | +3                        | Musée Grévin                               | 762 000    | 682 000    | 11,7%                     |
| 15       | -1                        | Institut du Monde Arabe                    | 724 805    | 822 285    | -11,9%                    |
| 16       | +3                        | Musée Rodin                                | 700 001    | 621 513    | 12,6%                     |
| 17       | +7                        | Musée de l'Orangerie                       | 598 762    | 447 093    | 33,9%                     |
| 18       | -3                        | Petit Palais                               | 576 339    | 787 418    | -26,8%                    |
| 19       | +3                        | Tour Montparnasse                          | 554 372    | 458 000    | 21,0%                     |
| 20       | +3                        | Panthéon                                   | 507 452    | 454 999    | 11,5%                     |